# Chicago Film Critics Association Awards 2005
La cerimonia di premiazione della 18ª edizione dei Chicago Film Critics Association Awards si è tenuta a Chicago, Illinois, il 9 gennaio 2006, per premiare i migliori film prodotti nell'anno 2005.

## Vincitori e candidati
I vincitori sono indicati in grassetto.

### Miglior film
- Crash - Contatto fisico (Crash), regia di Paul Haggis
- I segreti di Brokeback Mountain (Brokeback Mountain), regia di Ang Lee
- Good Night, and Good Luck. (Good Night, and Good Luck.), regia di George Clooney
- A History of Violence (A History of Violence), regia di David Cronenberg
- King Kong (King Kong), regia di Peter Jackson

### Miglior attore
- Philip Seymour Hoffman - Truman Capote - A sangue freddo (Capote)
- Heath Ledger - I segreti di Brokeback Mountain (Brokeback Mountain)
- David Strathairn - Good Night, and Good Luck. (Good Night, and Good Luck.)
- Terrence Howard - Hustle & Flow - Il colore della musica (Hustle & Flow)
- Joaquin Phoenix - Quando l'amore brucia l'anima (Walk the Line)

### Migliore attrice
- Joan Allen - Litigi d'amore (The Upside of Anger)
- Naomi Watts - King Kong (King Kong)
- Keira Knightley - Orgoglio e pregiudizio (Pride & Prejudice)
- Felicity Huffman - Transamerica (Transamerica)
- Reese Witherspoon - Quando l'amore brucia l'anima (Walk the Line)

### Miglior attore non protagonista
- Mickey Rourke - Sin City (Sin City)
- Jake Gyllenhaal - I segreti di Brokeback Mountain (Brokeback Mountain)
- Paul Giamatti - Cinderella Man - Una ragione per lottare (Cinderella Man)
- Matt Dillon - Crash - Contatto fisico (Crash)
- Terrence Howard - Crash - Contatto fisico (Crash)
- Donald Sutherland - Orgoglio e pregiudizio (Pride & Prejudice)

### Migliore attrice non protagonista
- Maria Bello - A History of Violence (A History of Violence)
- Michelle Williams - I segreti di Brokeback Mountain (Brokeback Mountain)
- Catherine Keener - Truman Capote - A sangue freddo (Capote)
- Rachel Weisz - The Constant Gardener - La cospirazione (The Constant Gardener)
- Amy Adams - Junebug (Junebug)
- Scarlett Johansson - Match Point (Match Point)

### Miglior regista
- David Cronenberg - A History of Violence (A History of Violence)
- Ang Lee - I segreti di Brokeback Mountain (Brokeback Mountain)
- George Clooney - Good Night, and Good Luck. (Good Night, and Good Luck.)
- Peter Jackson - King Kong (King Kong)
- Steven Spielberg - Munich (Munich)

### Migliore sceneggiatura
- Paul Haggis e Robert Moresco - Crash - Contatto fisico (Crash)
- Larry McMurtry e Diana Ossana - I segreti di Brokeback Mountain (Brokeback Mountain)
- Dan Futterman - Truman Capote - A sangue freddo (Capote)
- George Clooney e Grant Heslov - Good Night, and Good Luck. (Good Night, and Good Luck.)
- Josh Olson - A History of Violence (A History of Violence)

### Miglior fotografia
- Rodrigo Prieto - I segreti di Brokeback Mountain (Brokeback Mountain)
- Robert Elswit - Good Night, and Good Luck. (Good Night, and Good Luck.)
- Andrew Lesnie - King Kong (King Kong)
- Janusz Kaminski - Munich (Munich)
- Emmanuel Lubezki - The New World - Il nuovo mondo (The New World)
- Roman Osin - Orgoglio e pregiudizio (Pride & Prejudice)

### Miglior colonna sonora originale
- Gustavo Santaolalla - I segreti di Brokeback Mountain (Brokeback Mountain)
- Hans Zimmer e James Newton Howard - Batman Begins (Batman Begins)
- Danny Elfman - La fabbrica di cioccolato (Charlie and the Chocolate Factory)
- James Newton Howard - King Kong (King Kong)
- John Williams - Memorie di una geisha (Memoirs of a Geisha)

### Miglior film documentario
- Grizzly Man (Grizzly Man), regia di Werner Herzog
- Enron - L'economia della truffa (Enron: The Smartest Guys in the Room), regia di Alex Gibney
- Mad Hot Ballroom (Mad Hot Ballroom), regia di Marilyn Agrelo
- La marcia dei pinguini (La Marche de l'empereur), regia di Luc Jacquet
- Murderball (Murderball), regia di Henry Alex Rubin e Dana Adam Shapiro

### Miglior film in lingua straniera
- Niente da nascondere (Caché), regia di Michael Haneke (Francia/Austria/Germania/Italia)
- 2046 (2046), regia di Wong Kar-wai (Cina/Francia/Germania/Hong Kong)
- Kung Fusion (Kung fu), regia di Stephen Chow (Cina/Hong Kong)
- Old boy (Oldboy), regia di Park Chan-wook (Corea del Sud)
- La caduta - Gli ultimi giorni di Hitler (Der Untergang), regia di Oliver Hirschbiegel (Germania/Italia/Austria)

### Miglior regista rivelazione
- Bennett Miller - Truman Capote - A sangue freddo (Capote)
- Craig Brewer - Hustle & Flow - Il colore della musica (Hustle & Flow)
- Phil Morrison - Junebug (Junebug)
- Miranda July - Me and You and Everyone We Know (Me and You and Everyone We Know)
- Joe Wright - Orgoglio e pregiudizio (Pride & Prejudice)

### Miglior performance rivelazione
- Miranda July - Me and You and Everyone We Know (Me and You and Everyone We Know)
- Georgie Henley - Le cronache di Narnia - Il leone, la strega e l'armadio (The Chronicles of Narnia: the Lion, the Witch & the Wardrobe)
- Ludacris - Crash - Contatto fisico (Crash)
- Q'orianka Kilcher - The New World - Il nuovo mondo (The New World)
- Owen Kline - Il calamaro e la balena (The Squid and the Whale)